# Haematopota fuscicornis
Haematopota fuscicornis är en tvåvingeart som först beskrevs av Becker 1914.  Haematopota fuscicornis ingår i släktet Haematopota och familjen bromsar.
Artens utbredningsområde är Marocko. Inga underarter finns listade i Catalogue of Life.